# روزگار خوش حبیب آقا
روزگار خوش حبیب آقا نام یک مجموعه تلویزیونی ایرانی به کارگردانی مشترک سعید آقاخانی، مهدی مظلومی و نویسندگی سعید آقاخانی؛ که در نوروز ۱۳۸۶ از شبکه یک سیمای جمهوری اسلامی ایران پخش شد.

## خلاصه داستان
کارمندی به نام حبیب آقا که زندگی شرافت‌مندانه‌ای دارد و برخلاف برخی از اطرافیان خود حاضر نیست از موقعیت خود برای کسب درآمد بیشتر سوء استفاده کند و به همین دلیل دچار مشکلات و مسائلی می‌شود. سریال حبیب آقا یک سریال شخصیت محور است و ماجراها و رویدادهای آن بر اساس محوریت یک شخصیت شکل می‌گیرد. این شخصیت همان حبیب آقای کارمند است که نقش او راهم سیروس گرجستانی ایفاء می‌کند. کارگردان(ها) تلاش کرده تا پایه سریال خود را بر طنز موقعیت قرار دهد و کمتر از طنز کلامی استفاده کند

## بازیگران
| بازیگر            | شخصیت        |
| ----------------- | ------------ |
| سیروس گرجستانی    | حبیب قربانی  |
| سعید آقاخانی      | مهندس        |
| مهوش صبرکن        | شکوه         |
| ناصر گیتی‌جاه      | امرالله خان  |
| عباس جمشیدی‌فر     | فرهاد        |
| محمود جعفری       | آقای دهقان   |
| سودابه گرجستانی   | سارا         |
| کریم قربانی       | آقای افشاری  |
| عزت الله مهرآوران | آقای رحمانی  |
| امیر غفارمنش      |              |
| سیروس میمنت       |              |
| بهشاد شریفیان     | رئیس کلانتری |